# Ерзурум (аеропорт)
Аеропорт Ерзурум (тур. Erzurum Havalimanı, (IATA: ERZ, ICAO: LTCE)) — аеропорт спільного використання, що обслуговує місто Ерзурум, у східній Туреччині. 
Відкритий в 1966 році, розташований за 11 км від міста. 
Громадський пасажирський термінал аеропорту займає площу 5750 м² і має відкриту стоянку на 200 місць.

## Авіалінії та напрямки, серпень 2023
| Авіакомпанія      | Пункт призначення                     |
| ----------------- | ------------------------------------- |
| AnadoluJet        | Анкара, Бурса, Стамбул–Сабіха Гьокчен |
| Nordwind Airlines | Сезонний чартер: Москва–Шереметьєво   |
| Pegasus Airlines  | Анкара, Стамбул–Сабіха Гьокчен        |
| SunExpress        | Ізмір                                 |
| Turkish Airlines  | Стамбул                               |

## Статистика
Див. джерело запитів Вікіданих та джерела.